# Skyrunner World Series 2004
Navigation
2003 2005
Le Skyrunning World Series 2004 est la troisième édition du Skyrunner World Series, compétition internationale de Skyrunning fondée en 2002 par la fédération internationale de skyrunning. 

## Programme
| Nom de la course                | Pays          | Date            | Vainqueur      | Vainqueure      |
| ------------------------------- | ------------- | --------------- | -------------- | --------------- |
| Zegama-Aizkorri                 | Espagne       | 23 mai 2004     | Mario Poletti  | Anna Serra      |
| SkyRace Valmalenco-Valposchiavo | Italie Suisse | 13 juin 2004    | Dennis Brunod  | Emanuela Brizio |
| SkyMarathon Sentiero 4 Luglio   | Italie        | 4 juillet 2004  | Fabio Bonfanti | Emanuela Brizio |
| La 6000D Skyrace                | France        | 25 juillet 2004 | Rob Jebb       | Corinne Favre   |
| Dolomites SkyRace               | Italie        | 1er août 2004   | Fulvio Dapit   | Anna Serra      |
| Pikes Peak Marathon             | États-Unis    | 22 août 2004    | Galen Burrell  | Erica Larson    |
| Mount Kinabalu Climbathon       | Malaisie      | 3 octobre 2004  | Bruno Brunod   | Anna Pichrtová  |